# La Fare-les-Oliviers
La Fare-les-Oliviers é uma comuna francesa na região administrativa da Provença-Alpes-Costa Azul, no departamento de Bouches-du-Rhône. Estende-se por uma área de 13,98 km². Em 2010 a comuna tinha 8 769 habitantes (densidade: 627,3 hab./km²).